# Burgstall Hofberg (Schiltberg)
Der Burgstall Hofberg, auch Burg Schiltberg genannt, bezeichnet eine abgegangene Höhenburg auf 503 m ü. NHN im Osten des Dorfes Schiltberg in der gleichnamigen Gemeinde im bayerisch-schwäbischen Landkreis Aichach-Friedberg.

## Geschichte
Auf der 503 Meter hohen Erhebung über dem Weilachtal befand sich eine um 1200 erbaute Burg der Marschalken von Schiltberg. Andere Quellen datieren die Bauzeit bereits zweihundert Jahre früher. Die Burg wurde um das Jahr 1422 zerstört und die Reste 1450 abgebrochen. Spuren der Besiedelung dieses Ortes reichen bis in die Jungsteinzeit zurück.
Heute befindet sich dort die Freilichtbühne des Hofberg-Freilichttheater-Vereins Schiltberg.